# Периньон, Алексис
Алексис Жозеф Периньон (в годы работы в России — Алексей Периньон; фр. Alexis Joseph Pérignon; 15 марта 1808, Париж — 23 марта 1882, IX округ Парижа) — французский художник-портретист.

## Биография
Уроженец Парижа. Выходец из малоизвестной художественной династии, сын исторического и жанрового живописца Алексиса Николя Периньона-младшего (1783—1864), регулярно выставлявшего свои картины в Париже в период с 1814 по 1850 год. Его дед или дядя, вероятно, тоже являлся художником.
Алексис Периньон учился живописи сперва у своего отца, а затем в мастерской Антуана Жана Гро. Выставлялся на ежегодном Парижском салоне с 1834 по 1881 год (с перерывами), получил бронзовую медаль Салона в 1836 году и золотую — в 1844 году.
Два года (1852—1853) Периньон работал в Санкт-Петербурге, где выполнил ряд портретов представителей русской аристократии (четы Карамзиных, князя Василия Голицына, княгини Салтыковой и княгини Барятинской), однако начавшаяся Крымская война вынудила его вернуться во Францию.
Вернувшись во Францию, стал в 1856 году директором Школы изящных искусств Дижона и Дижонского музея изящных искусств, и занимал эти должности вплоть до 1859 года, после чего продолжил занятия живописью в качестве свободного художника.
В 1856 году стал кавалером орден Почётного легиона.
Скончался в Париже в 1882 году.

## Галерея

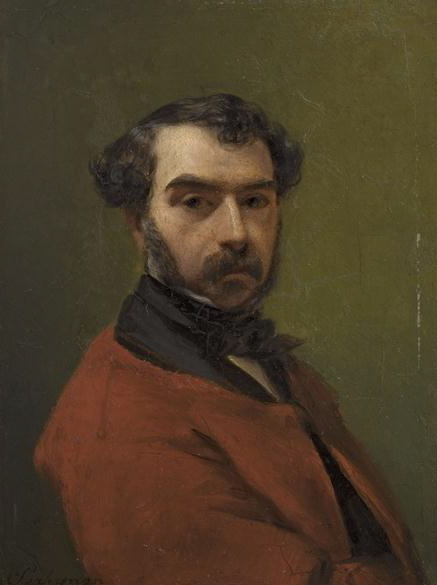
Автопортрет
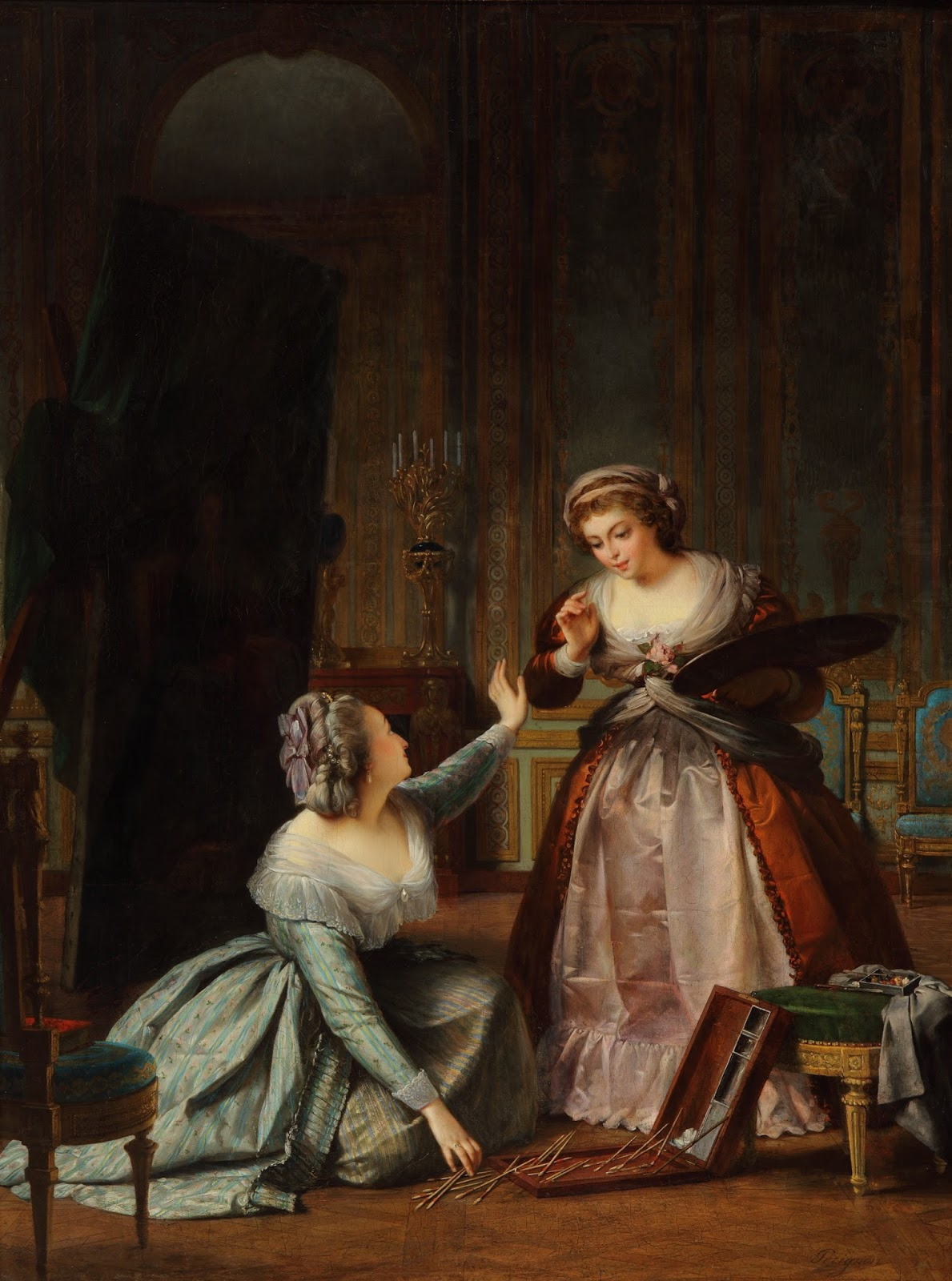
Королева Мария-Антуанетта подбирает упавшие кисти художницы Элизабет Виже-Лебрен
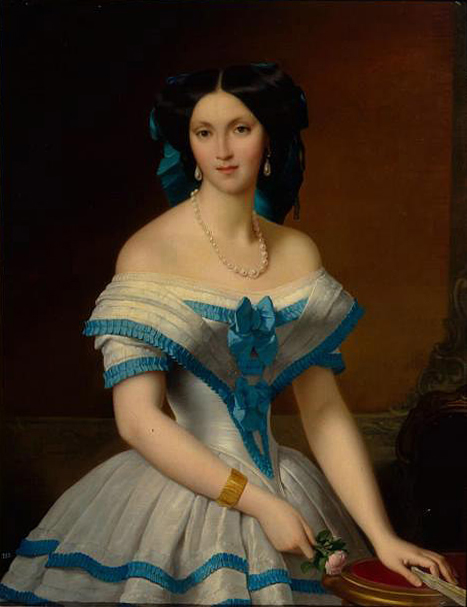
Портрет княгини Елизаветы Александровной Барятинской
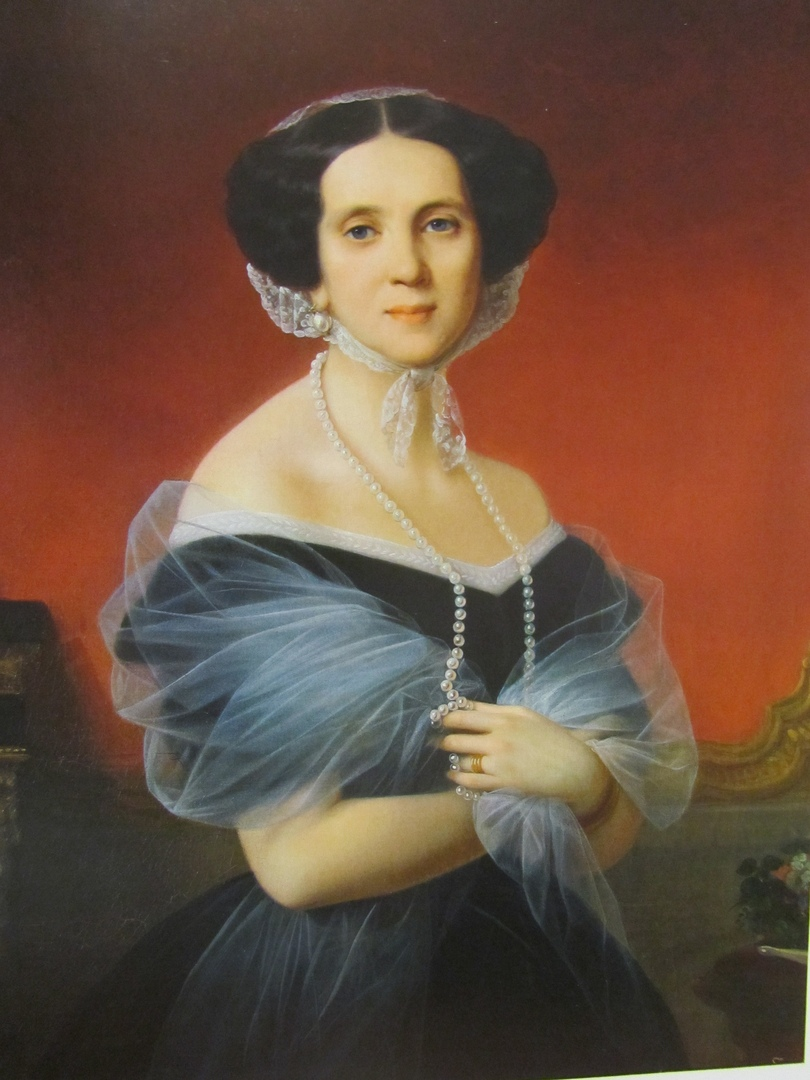
Портрет княгини Елизаветы Павловны Салтыковой (1802—1863), урожденной графини Строгановой
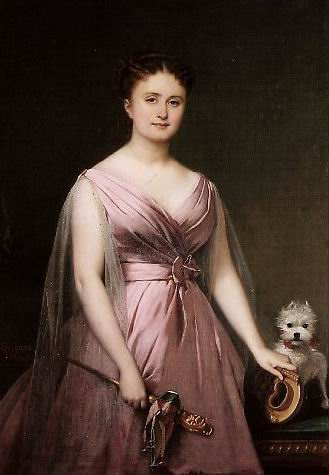
Портрет артистки Ортанс (Гортензии) Шнейдер в одной из ролей
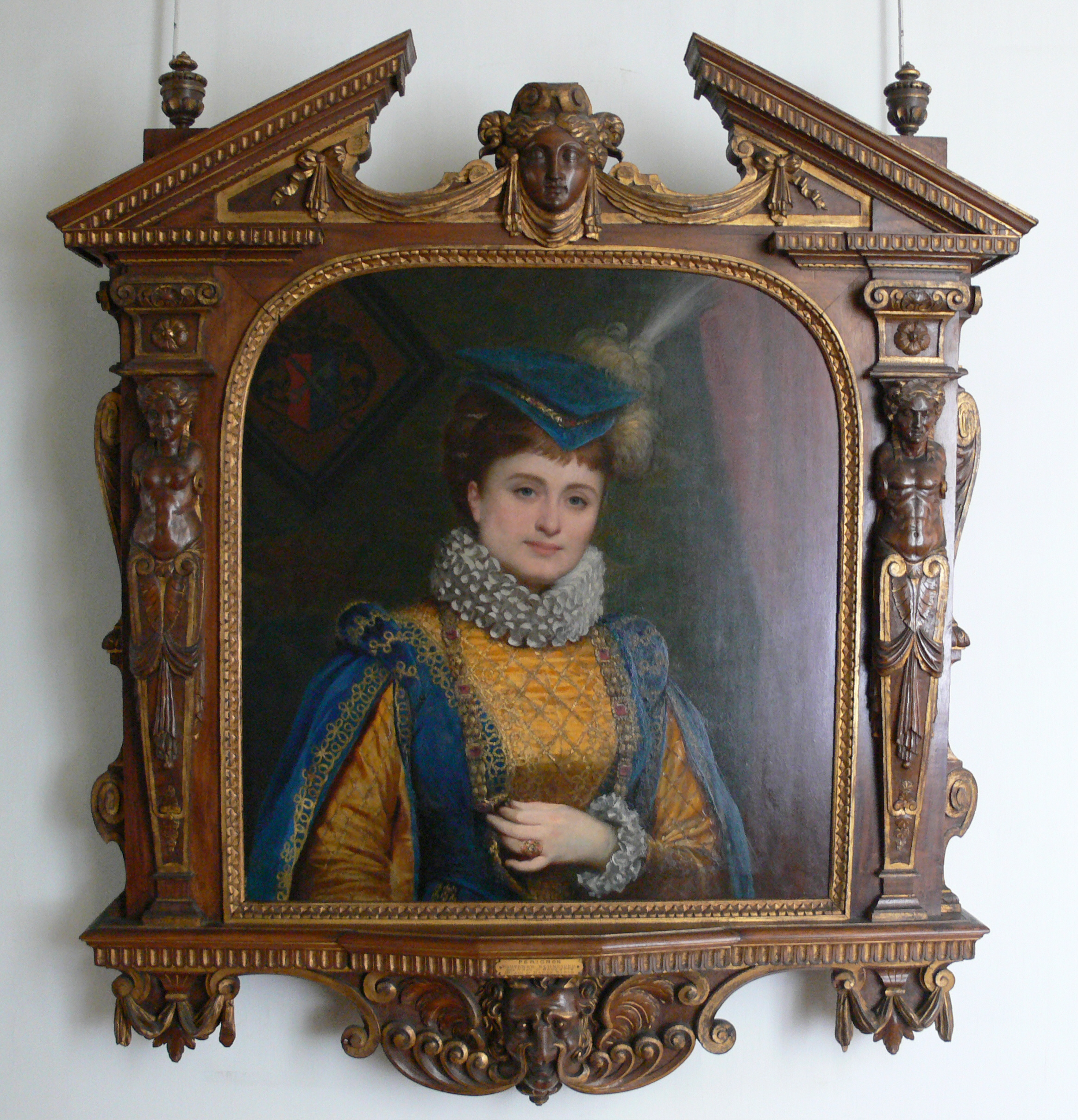
Портрет артистки Ортанс (Гортензии) Шнейдер в одной из ролей
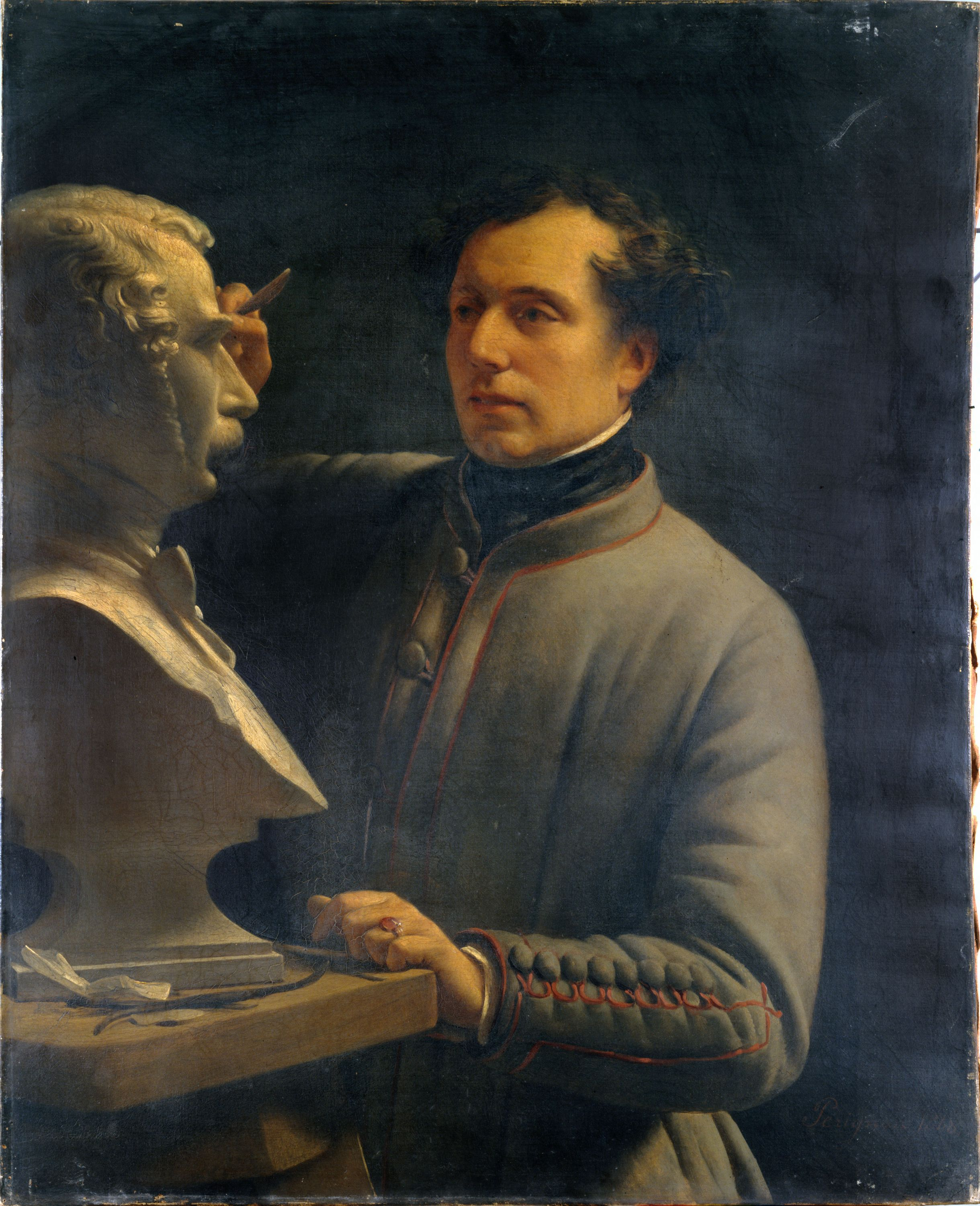
Портрет скульптора Жана Пьера Дантана
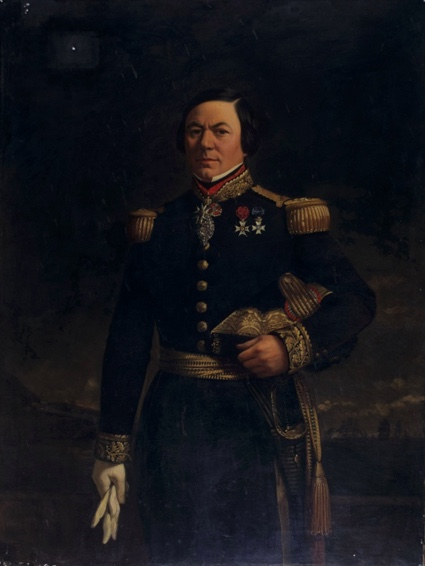
Портрет адмирала Теодора Констана Лере